# Grzegorz
Grzegorzⓘ – imię męskie pochodzące poprzez łacińską formę Gregorius od greckiego Gregorios, wywodzącego się ze słowa γρηγορέω oznaczającego 'być czujnym'. W formie łacińskiej użyte pierwszy raz przez papieża Grzegorza I, doktora kościoła.
Odnotowano 16 papieży o tym imieniu. 
Grzegorz imieniny obchodzi 2 stycznia, 4 stycznia, 10 stycznia, 11 lutego, 13 lutego, 12 marca, 24 kwietnia, 26 kwietnia, 4 maja, 9 maja, 25 maja, 13 czerwca, 25 sierpnia, 3 września, 30 września, 16 października, 17 listopada, 20 listopada, 23 listopada, 28 listopada, 10 grudnia, 19 grudnia i 24 grudnia.
Wedle danych PESEL według stanu na 19 stycznia 2024 roku imię to nosi w Polsce 374 820 mężczyzn.

## Odpowiedniki w innych językach
- angielski: Gregory
- bench: Dokan
- białoruski: Рыгор (Ryhor)
- bułgarski: Григор (Grigor)
- chorwacki: Grgur
- czeski: Řehoř
- esperanto: Gregoro[3]
- fiński: Reijo
- francuski: Grégory lub Grégoire
- grecki: Γρηγόριος (Grigorios)
- gruziński: გრიგოლი (Grigoli)
- hebrajski: Hersz, Herszek
- hiszpański: Gregorio
- irlandzki: Gréagóir
- koreański: 그레고리
- litewski: Gregoras lub Gregorijus
- łacina: Gregorius
- niemiecki: Gregor
- ormiański: Գրիգոր (Krikor lub Griqor)
- portugalski: Gregório
- rosyjski: Григорий (Grigorij)
- rumuński: Grigore lub Gligor
- scots: Gregor
- słoweński: Grega lub Gregor
- szwedzki: Greger
- tajski: เกรกอรี lub เกรกกอรี
- ukraiński: Григорій (Hryhorij), Григір (Hryhir), Hryćko (Грицько), Hryć (Гриць), Hryńko (Гринько)
- walijski: Grigor
- węgierski: Gergely lub Gergő
- włoski: Gregorio

## Znane osoby noszące imię Grzegorz

### Papieże
- Papież Grzegorz I Wielki
- Papież Grzegorz II
- Papież Grzegorz III
- Papież Grzegorz IV
- Papież Grzegorz V
- Papież Grzegorz VI
- Papież Grzegorz VII
- Papież Grzegorz VIII
- Papież Grzegorz IX
- Papież Grzegorz X
- Papież Grzegorz XI
- Papież Grzegorz XII
- Papież Grzegorz XIII
- Papież Grzegorz XIV
- Papież Grzegorz XV
- Papież Grzegorz XVI

### Błogosławieni i święci
- Grzegorz Cudotwórca
- Grzegorz z Elwiry
- Grzegorz Grassi
- Grzegorz Oświeciciel
- Grzegorz z Nareku
- Grzegorz z Nazjanzu (Teolog)
- Grzegorz z Nazjanzu Starszy
- Grzegorz z Nyssy
- Grzegorz z Tours
- Grzegorz z Utrechtu
- Grzegorz (Peradze)

### Pozostałe osoby
- Grzegorz Bonin – piłkarz
- Grzegorz Braun –  reżyser filmów dokumentalnych, scenarzysta, nauczyciel akademicki, publicysta, polityk, historyk, kandydat na Urząd Prezydenta III RP w 2015 roku. Od 2019 roku poseł.
- Grzegorz Cebula – DJ i producent muzyczny
- Grzegorz Chodkiewicz
- Grzegorz Ciechowski – muzyk
- Grzegorz Czajka – polski judoka
- Gregor Deschwanden – szwajcarski skoczek narciarski
- Grzegorz Dobiecki – dziennikarz
- Grzegorz Dolniak – polityk
- Grigorij Fichtenholz – rosyjski matematyk
- Grzegorz Fijałek
- Grzegorz Filipowski – łyżwiarz figurowy
- Grzegorz Fitelberg
- Grzegorz Gerwazy Gorczycki – kompozytor
- Gregor Gysi – polityk
- Grzegorz Halama
- Greg Hancock – żużlowiec
- Grzegorz Hejncze – wrocławski dominikanin i inkwizytor, pierwowzór postaci papieskiego inkwizytora dla diecezji wrocławskiej w trylogii husyckiej Andrzeja Sapkowskiego
- Grzegorz Hyży – piosenkarz
- Grzegorz Janik
- Grzegorz Jankowski – dziennikarz
- Grzegorz Jarzyna
- Grzegorz Kajdanowicz – dziennikarz
- Grzegorz Kasdepke
- Grzegorz Kaszak – duchowny
- Greg Kinnear – aktor
- Grzegorz Kołacz
- Grzegorz Kołodko – ekonomista i polityk
- Grzegorz Korczyński – generał broni LWP
- Grzegorz Kosok – siatkarz
- Grzegorz Kozak – dziennikarz
- Grzegorz Królikiewicz
- Grzegorz Krychowiak – piłkarz
- Grzegorz Kupczyk – wokalista
- Greg Lake
- Grzegorz Lato – piłkarz
- Grzegorz Łoboda – hetman kozacki
- Grzegorz Łomacz – siatkarz
- Grzegorz Małecki – polski aktor
- Grzegorz Markowski – wokalista
- Grzegorz Mendel – biolog
- Grzegorz Miecugow – dziennikarz
- Grzegorz Napieralski – polityk
- Grzegorz Nowaczyk – prezydent Elbląga
- Gregory Peck – aktor
- Grzegorz Pilarz – siatkarz
- Grzegorz Piotrowski – oficer SB, zabójca ks. Jerzego Popiełuszki
- Grzegorz Piramowicz – duchowny
- Grigorij Potiomkin – wojskowy
- Grzegorz Przemyk
- Grzegorz Rasiak – piłkarz
- Grigorij Rasputin
- Grzegorz Schetyna – polityk
- Gregor Schlierenzauer – austriacki skoczek narciarski
- Grzegorz Schreiber – polityk
- Grzegorz Skawiński – muzyk, frontman KOMBII
- Grzegorz Skrzecz – polski bokser
- Grzegorz Skwierczyński
- Grzegorz Soszyński – polski bokser zawodowy
- Grzegorz Stróżniak
- Hryhorij Surkis – ukraiński polityk, biznesmen i działacz sportowy
- Grzegorz Szymański – siatkarz
- Grzegorz Szamotulski – piłkarz
- Grzegorz Tobiszowski
- Grzegorz Turnau – piosenkarz
- Grzegorz Walasek
- Grzegorz Warchoł
- Grzegorz Wasowski
- Grzegorz Wieczorek – judoka
- Grzegorz Wieczorek – klarnecista
- Grzegorz Wojtkowiak – piłkarz
- Grzegorz Wons
- Grzegorz Woźniak
- Grzegorz Wójtowicz (ekonomista) – prezes Narodowego Banku Polskiego
- Grzegorz z Sanoka
- Grzegorz Zengota – żużlowiec
- Grzegorz Zwolski – judoka
- Greg Zuerlein(inne języki) – amerykański futbolista

### Postaci fikcyjne
- Gregory House – tytułowy bohater serialu Dr House
- Grigorij Saakaszwili – postać z książki i serialu Czterej pancerni i pies
- Grzegorz Brzęczyszczykiewicz – fikcyjne nazwisko Franciszka Dolasa z komedii Jak rozpętałem drugą wojnę światową
- Grzegorz Dyndała – postać z komedii Moliera
- Grześ – tytułowy bohater wiersza Juliana Tuwima Idzie Grześ